# Stephan's Quintet
Stephan's Quintet là một nhóm hình ảnh gồm năm thiên hà, bốn trong số đó hình thành nên nhóm thiên hà nhỏ gọn (compact galaxy group) đầu tiên từng được phát hiện. Nhóm này có thể nhìn thấy trong chòm sao Phi Mã và được Édouard Stephan phát hiện vào năm 1877 tại Đài thiên văn Marseille. Nó được nghiên cứu nhiều nhất trong tất cả các nhóm thiên hà nhỏ gọn. Thành viên sáng nhất của nhóm hình ảnh là NGC 7320, được cho là có các vùng H II rộng lớn, xác định bởi các đốm màu đỏ, nơi sự hình thành sao đang hoạt động xảy ra.

## Miêu tả
Bốn trên năm thiên hà trong bộ tứ Stephan hình thành nên một liên kết vật lý, Hickson Compact Group 92, và có khả năng sẽ hợp nhất với nhau. Các quan sát vô tuyến vào đầu những năm 1970 đã cho thấy một dây phát xạ bí ẩn nằm trong không gian giữa các thiên hà trong nhóm. Vùng này cũng được phát hiện trong ánh sáng mờ nhạt của nguyên tử ion hóa có thể nhìn thấy ở phần quan sát được của quang phổ như một vòng cung màu xanh lá cây.